# اسکالیستی گولتس
اسکالیستی گولتس (انگلیسی: Skalisty Golets) یک کوه در سرزمین زابایکالسکی کشور روسیه است.